# Temporada 1984 de Fórmula 2 Codasur
La temporada 1984 de Fórmula 2 Codasur fue la segunda edición de dicho campeonato.

## Calendario
| Fecha | Carrera | Autódromo         | Piloto ganador      | Coche ganador    |
| ----- | ------- | ----------------- | ------------------- | ---------------- |
| 04/03 | 1       | Punta del Este    | Pedro Passadore     | Berta Renault    |
| 31/03 | 2       | Mendoza           | Guillermo Maldonado | Berta Volkswagen |
| 05/05 | 3       | Rafaela           | Miguel Ángel Guerra | Berta Renault    |
| 03/06 | 4       | Salta             | Guillermo Maldonado | Berta Volkswagen |
| 15/07 | 5       | Marcos Juárez     | Guillermo Maldonado | Berta Volkswagen |
| 12/08 | 6       | Chaco             | Guillermo Maldonado | Berta Volkswagen |
| 16/09 | 7       | San Juan          | Miguel Ángel Guerra | Berta Renault    |
| 07/10 | 8       | Río de Janeiro    | Raúl Boesel         | Berta Volkswagen |
| 14/10 | 9       | Tarumã            | Alberto Scarazzini  | Berta Volkswagen |
| 02/12 | 10      | Santiago de Chile | Gustavo Sommi       | Berta Renault    |
| 16/12 | 11      | Mar del Plata     | Guillermo Maldonado | Berta Volkswagen |

## Pilotos
| N  | Piloto                       | Automóvil                  | País                 |
| -- | ---------------------------- | -------------------------- | -------------------- |
| 1  | Guillermo Fausto Maldonado   | Berta-Volkswagen 1500      | Bandera de Argentina |
| 2  | Silvio Hector Oltra          | Berta-Volkswagen 1500      | Bandera de Argentina |
| 3  | Leonel Friedrich             | Muffatao-Volkswagen Passat | Bandera de Brasil    |
| 4  | Josue De Mello Pimenta       | Berta-Volkswagen Passat    | Bandera de Brasil    |
| 4  | Adu Celso                    | Muffatao-Volkswagen Passat | Bandera de Brasil    |
| 5  | Luis Ruben Di Palma          | Berta-Volkswagen 1500      | Bandera de Argentina |
| 6  | Egon Einoder                 | Berta-Volkswagen 1500      | Bandera de Uruguay   |
| 6  | Pedro Bartelle Grandene      | Muffatao-Volkswagen Passat | Bandera de Brasil    |
| 7  | Ronaldo Ely                  | Muffatao-Volkswagen Passat | Bandera de Brasil    |
| 9  | Maurizio Sandro Sala         | Berta-Volkswagen 1500      | Bandera de Brasil    |
| 9  | Egon Einoder                 | Berta-Volkswagen 1500      | Bandera de Brasil    |
| 10 | Francisco Chico Serra        | Berta-Volkswagen 1500      | Bandera de Brasil    |
| 11 | Josue De Mello Pimenta       | Muffatao-Volkswagen Passat | Bandera de Brasil    |
| 12 | Francisco Feoli              | Muffatao-Volkswagen 1500   | Bandera de Brasil    |
| 14 | Lucio D Andrea               | Berta-Renault 18           | Bandera de Argentina |
| 14 | Gustavo Ruben Sommi          | Berta-Renault 18           | Bandera de Argentina |
| 15 | José Pedro Passadore (padre) | Berta-Renault 18           | Bandera de Uruguay   |
| 15 | Lucio D Andrea               | Berta-Renault 18           | Bandera de Argentina |
| 16 | Marcos Troncon               | Heve-Volkswagen Passat     | Bandera de Brasil    |
| 17 | Francisco Chico Serra        | Heve Chevrolet Monza       | Bandera de Brasil    |
| 18 | Jorge Omar Turrion           | Berta-Renault 18           | Bandera de Argentina |
| 18 | Jorge Ruben Pernigotte       | Berta-Renault 18           | Bandera de Argentina |
| 18 | Juan Manuel Fangio II        | Berta-Renault 18           | Bandera de Argentina |
| 19 | Giuseppe Bacigalupo          | Berta-Renault 18           | Bandera de Chile     |
| 19 | Hugo Daniel Gralia           | Berta-Renault 18           | Bandera de Argentina |
| 19 | Juan Carlos Della Penna      | Berta-Renault 18           | Bandera de Argentina |
| 19 | Nestor Serrano               | Berta-Renault 18           | Bandera de Argentina |
| 20 | Pedro Muffato                | Muffatao-Volkswagen Passat | Bandera de Brasil    |
| 21 | Darcio Dos Santos            | Muffatao-Volkswagen Passat | Bandera de Brasil    |
| 22 | Guillermo Kissling           | Berta-Renault 18           | Bandera de Argentina |
| 23 | Daniel Danny Candia          | Berta-Renault 18           | Bandera de Paraguay  |
| 26 | Cezar Pegoraro               | Muffatao-Volkswagen Passat | Bandera de Brasil    |
| 27 | Alberto Carmelo Scarazzini   | Berta-Volkswagen 1500      | Bandera de Argentina |
| 29 | Luis Alberto De Castro       | Muffatao-Volkswagen Passat | Bandera de Brasil    |
| 30 | Fernando Javier Croceri      | Berta-Volkswagen 1500      | Bandera de Argentina |
| 31 | Jose Pedro Passadore         | Berta-Volkswagen 1500      | Bandera de Uruguay   |
| 31 | Juan Carlos Ridolfi          | Berta-Volkswagen 1500      | Bandera de Chile     |
| 31 | Raul de Mesquita Boesel      | Berta-Volkswagen 1500      | Bandera de Brasil    |
| 32 | Anor Friedrich               | Muffatao-Volkswagen 1500   | Bandera de Brasil    |
| 35 | Ricardo Risatti II           | Berta-Renault 18           | Bandera de Argentina |
| 38 | Norberto Picetti             | Berta-Renault 18           | Bandera de Argentina |
| 41 | Claudio Gonzales             | Heve-Volkswagen Passat     | Bandera de Portugal  |
| 41 | Lucio D Andrea               | Berta-Volkswagen 1500      | Bandera de Argentina |
| 46 | Miguel Ángel Guerra          | Berta-Renault 18           | Bandera de Argentina |
| 47 | Norberto Picetti             | Berta-Renault 18           | Bandera de Argentina |
| 48 | Aroldo Bauermann             | Muffatao-Volkswagen Passat | Bandera de Brasil    |
| 49 | Leopoldo Abi Ecab            | Muffatao-Volkswagen Passat | Bandera de Brasil    |
| 50 | Juan Carlos Giacchino        | Berta-Renault 18           | Bandera de Argentina |
| 51 | Roberto Julio Urretavizcaya  | Berta-Renault 18           | Bandera de Argentina |
| 55 | Jorge Omar Del Río           | Berta-Volkswagen 1500      | Bandera de Argentina |
| 60 | Osvaldo Abel López           | Berta-Renault 18           | Bandera de Argentina |
| 62 | Osvaldo Abel López           | Berta-Volkswagen 1500      | Bandera de Argentina |
| 66 | Gustavo Der Ohanessian       | Berta-Volkswagen 1500      | Bandera de Argentina |
| 68 | Daniel Pedro Maria           | Berta-Volkswagen 1500      | Bandera de Argentina |
| 74 | Enrique Benamo               | Berta-Renault 18           | Bandera de Argentina |
| 77 | Daniel Keegan                | Berta-Volkswagen 1500      | Bandera de Argentina |
| 80 | Juan Carlos Giacchino        | Berta-Renault 18           | Bandera de Argentina |
| 82 | Osvaldo Pedro Aurelio Massei | Berta-Volkswagen 1500      | Bandera de Argentina |
| 84 | Nestor Gurini                | Crespi-Renault 18          | Bandera de Argentina |
| 86 | Egon Einoder                 | Berta-Volkswagen 1500      | Bandera de Uruguay   |
| 89 | Daniel Cingolani             | Berta-Volkswagen 1500      | Bandera de Argentina |

## Campeonato de Pilotos
| Pos.    | Equipo                 | Puntos |
| ------- | ---------------------- | ------ |
| 1       | Guillermo Maldonado    | 63     |
| 2       | Miguel Ángel Guerra    | 38     |
| 3       | Alberto Scarazzini     | 25     |
| 4       | Guillermo Kissling     | 17     |
| 5       | Fernando Croceri       | 17     |
| 6       | Raul Boesel            | 16     |
| 7       | Gustavo Sommi          | 25     |
| 8       | Pedro Passadore        | 14     |
| 9       | Osvaldo Abel López     | 12     |
| 10      | Juan Carlos Giacchino  | 9      |
| 11      | Roberto Urretavizcaya  | 6      |
| 12      | Cezar Pegoraro         | 6      |
| 13      | Francisco Feoli        | 6      |
| 14      | Ricardo Risatti II     | 5      |
| 15      | Norberto Picetti       | 4      |
| 16      | Juan Manuel Fangio II  | 4      |
| 17      | Pedro Bartelle         | 4      |
| 18      | Luis Rubén Di Palma    | 4      |
| 19      | Jorge Omar del Río     | 4      |
| 20      | Néstor Gurini          | 3      |
| 21      | Eliseo Salazar         | 3      |
| 22      | Armando Diez           | 2      |
| 23      | Sergio Santander       | 2      |
| 24      | Egon Einoder           | 1      |
| 25      | Danny Candia           | 1      |
| 26      | Juan Carlos Ridolfi    | 1      |
| NC      | Enrique Benamo         | 0      |
| NC      | Daniel Cingolani       | 0      |
| NC      | Gustavo Der Ohanessian | 0      |
| NC      | Ronaldo Ely            | 0      |
| NC      | Anor Friedrich         | 0      |
| NC      | Leonel Friedrich       | 0      |
| NC      | Hugo Gralia            | 0      |
| NC      | Pedro Muffato          | 0      |
| NC      | Silvio Oltra           | 0      |
| NC      | Marcos Troncon         | 0      |
| Fuente: |                        |        |